# Железничка станица Сува Морава
Железничка станица Сува Морава је једна од железничких станица на прузи Ниш-Прешево. Налази се у насељу Сува Морава у оптшини Владичин Хан. Пруга се наставља ка Прибоју Врањском у једном и Владичином Хану у другом смеру. Железничка станица Сува Морава састоји се из 3 колосека.